# Ana Lucía Domínguez
Ana Lucía Domínguez Tobón (Bogotá, 2 de diciembre de 1983) es una actriz y modelo colombiana, conocida por interpretar a Libia Reyes y Ruth Uribe en la telenovela Pasión de gavilanes y su papel de 'La Tuti' en la serie Señora Acero.

## Biografía
De niña, soñaba con ser parte del mundo de la actuación. «Veía a Margarita Rosa de Francisco interpretando a Gaviota en Café con aroma de mujer y quería ser como ella.» Además de actuar, también cantaba y se había desempeñado como presentadora de un noticiero de televisión. Se inició grabando comerciales para la televisión a los nueve años. Su primer trabajo televisivo fue en la telenovela.
Su primera actuación en televisión fue en  la serie De pies a cabeza y posteriormente Conjunto Cerrado.
Hermosa Niña fue la primera serie que protagonizó. Después del escándalo que se produjo en toda Colombia por el desnudo que hizo en esta serie, cuando tan sólo tenía 15 años, algunos asociaron su personaje con Lolita, recordando a la protagonista de la novela de Vladimir Nabokov. En esta etapa de su vida decidió que lo suyo era la actuación después de una noche de pasión con su amigo canario de la infancia Alfonso Betancort .
Posteriormente tuvo éxito como presentadora en Los ángeles de la Mega. Su debut internacional en telenovelas fue en Gata salvaje, pero fue su participación en la telenovela Pasión de gavilanes con la que obtuvo la consagración internacional. Su fama creció por toda América Latina y España, de tal forma que incluso fue portada de la reconocida revista Interviú, donde posó de manera sensual y sin ropa. Realizó un trabajo similar para la revista colombiana SoHo en dos ocasiones. En 2001 contrajo matrimonio, a la edad de 18 años, con el humorista David Alberto García «Jeringa», 14 años mayor que ella, tras pasar cinco años de noviazgo (desde que ella tenía 13 años y él 27). Dos años después, la pareja anunció su separación.
En 2008, la actriz anunció su boda con el cantante y actor Jorge Cárdenas. Se casaron el 5 de diciembre, de ese año. En 2009, fue contratada por Telemundo para protagonizar la telenovela Perro amor, junto al actor puertorriqueño Carlos Ponce y la actriz colombiana Maritza Rodríguez, por lo que se mudó a Miami para la grabación de dicha telenovela; en esta misma producción le dan la oportunidad de cantar un par de canciones. En el mismo año, participó en la serie colombiana El fantasma del Gran Hotel. Posteriormente interpretó el papel de Martina en la telenovela La traicionera del canal RCN, junto a su esposo Jorge Cárdenas.
En 2013 protagoniza la telenovela Las Bandidas, de RTI Producciones, para Televisa y RCN, la cual fue grabada en su totalidad en Venezuela; compartiendo créditos con el mexicano Marco Méndez y los venezolanos Daniela Bascopé, Marjorie Magri, Caridad Canelón, Claudia La Gatta y el primer actor puertorriqueño Daniel Lugo.
En 2015 es confirmada para la segunda temporada de la serie Señora Acero de Telemundo, grabada en México. Compartiendo créditos con Blanca Soto, Litzy, Mauricio Henao, José Luis Reséndez; entre otros.
El 14 de marzo de 2024, anunció su embarazo. El 25 de marzo, reveló que tendría una niña y el 3 de septiembre, nació Luciana.

## Filmografía

### Televisión
| Año       | Título                                     | Personaje                                       |
| --------- | ------------------------------------------ | ----------------------------------------------- |
| 1993-1994 | De pies a cabeza                           | Yadira Chacón                                   |
| 1996-1998 | Conjunto cerrado                           | Manuela                                         |
| 1998-1999 | Hermosa niña                               | Antonia Donoso                                  |
| 1999      | El fiscal                                  | Francisca "Frica" Lombana                       |
| 2000      | Amor Discos                                | Miryan Isabel Dominguín                         |
| 2000-2001 | Se armó la gorda                           | Jackeline Monsalve                              |
| 2001      | El informante en el país de las mercancías | Cecilia de Castro                               |
| 2002-2003 | Gata salvaje                               | Adriana Linares                                 |
| 2003-2004 | Pasión de gavilanes                        | Libia Reyes Guerrero / Ruth Uribe Santos        |
| 2004-2005 | Te voy a enseñar a querer                  | Camila Contreras Buenrostro de Méndez           |
| 2005-2006 | Decisiones                                 | "Ep: La profesora de Química"                   |
| 2005-2006 | Decisiones                                 | "Ep: La hija del pecado"                        |
| 2005-2006 | Decisiones                                 | "Ep: Sentimientos encontrados"                  |
| 2006      | Amores cruzados                            | María Márquez García                            |
| 2006-2007 | El engaño                                  | Marcela García / Camila Navarro                 |
| 2007      | Tiempo final                               | Tatiana "Ep: 1 El comisario"                    |
| 2007-2008 | Mujeres asesinas                           | Paula "Ep 8: Paula, la bailarina"               |
| 2007-2008 | Mujeres asesinas                           | Paula "Ep 8: Paula, la envenenadora"            |
| 2007-2008 | Madre Luna                                 | Ana Belén "Anabel" Saldaña Portillos            |
| 2008      | Valentino el argentino                     | Claudia García                                  |
| 2008-2009 | El fantasma de el Gran Hotel               | Irene Buenaventura                              |
| 2010      | Perro amor                                 | Sofía Santana Pinoz de Brando                   |
| 2011-2012 | La traicionera                             | Martina Figueroa                                |
| 2013      | Las Bandidas                               | Fabiola "Fabi" Montoya                          |
| 2015-2019 | Señora Acero                               | Marta Mónica Restrepo vda. de Delgado "La Tuti" |
| 2018      | Nicky Jam: El ganador                      | Rosa                                            |
| 2021      | ¿Quién mató a Sara?                        | Sofía de Lazcano                                |
| 2022-2023 | Pálpito                                    | Camila Duarte                                   |

## Programas
| Año  | Título                 | Rol          |
| ---- | ---------------------- | ------------ |
| 1998 | Los ángeles de la Mega | Presentadora |

## Cine
| Año  | Título         | Personaje       |
| ---- | -------------- | --------------- |
| 2006 | Gringo wedding | Rebeca González |

## Teatro
| Año  | Título                |
| ---- | --------------------- |
| 2010 | Un amante a la medida |
| 2002 | Estado civil, infiel  |

## Premios y nominaciones

### Premios India Catalina
| Año  | Categoría                                     | Telenovela o serie | Resultado |
| ---- | --------------------------------------------- | ------------------ | --------- |
| 2000 | Mejor actriz de reparto de telenovela o serie | El fiscal          | Nominada  |

### Premios TVyNovelas
| Año  | Categoría               | Telenovela o Serie | Resultado |
| ---- | ----------------------- | ------------------ | --------- |
| 2000 | Mejor actriz de reparto | El fiscal          | Nominada  |

### Produ Awards
| Año  | Categoría                                            | Telenovela o Serie | Resultado |
| ---- | ---------------------------------------------------- | ------------------ | --------- |
| 2023 | Mejor actriz principal - serie y miniserie dramática | Pálpito            | Ganadora  |

### Otros premios
- MARA (Venezuela) a mejor actriz joven Internacional por Pasión de Gavilanes